# Тарик Али
Тарик Али (енгл. Tariq Ali; панџаби: طارق علی; рођен 21. октобра 1943. године) је британски историчар, романописац, филмски режисер, политички активиста, и коментатор пакистанског порекла.
Аутор је више књига, укључујући Can Pakistan Survive? The Death of a State (1991), Pirates Of The Caribbean: Axis Of Hope (2006), Conversations with Edward Said (2005), Bush in Babylon (2003), Clash of Fundamentalisms: Crusades, Jihads and Modernity (2002), A Banker for All Seasons (2007) и The Duel (2008).
Заједно са Кристофером Хиченсом аутор је телевизијског документарца из 1994. године о Мајци Терези са насловом „Анђео пакла“, емитованог на британском каналу Channel 4.